# Условный проход

Номинальный диаметр (условный проход)

Условный проход (обозначается DN, устаревшее обозначение Ду; другие названия: номинальный диаметр, диаметр условного прохода, номинальный размер, условный диаметр,  номинальный проход) — номинальный параметр, применяемый при описании трубопроводных систем как характеризующий признак при монтаже и подгонке друг к другу деталей трубопровода (труб, фитингов, арматуры).

## Номинальный диаметр
Под условным проходом элементов трубопровода (труб, арматуры и соединительных частей) понимают внутренний диаметр труб округленный вверх или вниз до значений стандартного ряда в миллиметрах. Его обозначают буквами DN (Ду в прошлом) с добавлением величины в миллиметрах.
Чтобы сохранить для всех элементов трубопровода значение проходного сечения, обеспечивающее расчётную скорость течения потока газа, введено понятие номинального диаметра. Ряд номинальных диаметров рассчитан таким образом, чтобы пропускная способность трубопровода при переходе от одного прохода к следующему возрастала на 60—100%.  Номинальный диаметр трубы принимается при проектировании.

### Пример
Фактический внутренний диаметр каждой трубы зависит от толщины её стенок. Обычно размеры водогазопроводных труб обозначают по внутренним диаметрам, а остальных типов — по наружным. Стальные трубы по условиям технологии их производства имеют постоянные наружные диаметры. Для обеспечения прочности трубопроводов, работающих при повышенных или высоких давлениях, увеличивают толщину их стенки, поэтому внутренние диаметры труб отличаются от условных проходов. 
Труба с наружным диаметром 159 мм:
- при толщине стенки 8 мм имеет внутренний диаметр 143 мм;
- при толщине стенки 6 мм имеет внутренний диаметр 147 мм;
- при толщине стенки 4 мм имеет внутренний диаметр 151 мм;

но обозначается DN 150.

## Ряд номинальных диаметров
Ряды номинальных диаметров  элементов трубопровода установлены в ГОСТ 28338-89 «Соединения трубопроводов и арматура. Номинальные диаметры. Ряды»:
| 2,5  | 3    | 4    | 5    | 6    | 8    | 10   |
| 12   | 15   | 16   | 20   | 25   | 32   | 40   |
| 50   | 63   | 65   | 80   | 100  | 125  | 150  |
| 160  | 175  | 200  | 250  | 300  | 350  | 400  |
| 450  | 500  | 600  | 700  | 800  | 900  | 1000 |
| 1200 | 1400 | 1600 | 1800 | 2000 | 2200 | 2400 |
| 2600 | 2800 | 3000 | 3200 | 3400 | 3600 | 3800 |
| 4000 |      |      |      |      |      |      |

## Соответствие другим номинальным размерам
На практике условным проходам труб соответствуют номиналы труб и фитингов, выраженных по другим параметрам.
| Условный проход (DN) трубы, в мм | Резьба (G), в дюймах | Наружный диаметр, трубы, в мм                | Наружный диаметр, трубы, в мм | Наружный диаметр, трубы, в мм |
| Условный проход (DN) трубы, в мм | Резьба (G), в дюймах | Стальная шовная труба, водо- и газопроводная | Бесшовная стальная труба      | Полимерная труба              |
| -------------------------------- | -------------------- | -------------------------------------------- | ----------------------------- | ----------------------------- |
| 10                               | 3/8″                 | 17                                           | 16                            | 16                            |
| 15                               | 1/2″                 | 21,3                                         | 20                            | 20                            |
| 20                               | 3/4″                 | 26,8                                         | 26                            | 25                            |
| 25                               | 1″                   | 33,5                                         | 32                            | 32                            |
| 32                               | 1 1/4″               | 42,3                                         | 42                            | 40                            |
| 40                               | 1 1/2″               | 48                                           | 45                            | 50                            |
| 50                               | 2″                   | 60                                           | 57                            | 63                            |
| 65                               | 2 1/2″               | 75,5                                         | 76                            | 75                            |
| 80                               | 3″                   | 88,5                                         | 89                            | 90                            |
| 90                               | 3 1/2″               | 101,3                                        | 102                           | 110                           |
| 100                              | 4″                   | 114                                          | 108                           | 125                           |
| 125                              | 5″                   | 140                                          | 133                           | 140                           |
| 150                              | 6″                   | 165                                          | 159                           | 160                           |